# Lexgraben
Lexgraben är ett periodiskt vattendrag i Österrike.   Det ligger i förbundslandet Steiermark, i den centrala delen av landet, 170 km väster om huvudstaden Wien.
I omgivningarna runt Lexgraben växer i huvudsak blandskog. Runt Lexgraben är det ganska glesbefolkat, med 25 invånare per kvadratkilometer.